# Transfuzija krvi
Transfuzija krvi je medicinski postopek, pri katerem prejemnik dobi kri ali krvne proizvode intravensko v svoj krvni obtok, kot nadomestilo za pomanjkanje sestavnih delov krvi. Pomanjkanje je lahko posledica različnih zdravstvenih težav, kot so poškodbe, slabokrvnost ipd. in se ugotavlja z laboratorijskimi diagnostičnimi postopki. Včasih so za transfuzije uporabljali celo kri brez obdelave (razen dodajanja sredstva proti strjevanju), v sodobni medicini pa se običajno uporablja posamezne izolirane sestavne dele krvi, kot so rdeče krvničke, bele krvničke, krvna plazma itd.
Transfuziologija je panoga medicine, ki se ukvarja s teoretskimi in praktičnimi vidiki transfuzije. 
Kri za transfuzijo izvira iz donacij, bodisi od pacienta samega (avtologna transfuzija), bodisi, v večini primerov, od druge osebe (alogena oz. homologna transfuzija). Po odvzemu kri obdelajo in s centrifugiranjem ločijo sestavne dele med seboj, sledi testiranje za okužbe, ki se lahko prenašajo s krvjo. Po smernicah Svetovne zdravstvene organizacije so nujni vsaj testi za HIV, hepatitis B, hepatitis C in sifilis. Nujen korak je tudi tipiziranje krvi po krvnih skupinah, da se zagotovi kompatibilnost med donorjem in prejemnikom ter prepreči zavrnitvene reakcije. Obdelano kri nato spravijo v standardizirano embalažo (»enote«) in shranijo v kontroliranih pogojih. Kljub varnostnim ukrepom in nadzoru kakovosti, ki so standard v razvitih državah, obstaja pri vsaki transfuziji tveganje napak, ki bi lahko ogrozile prejemnikovo zdravje, zato je klinična praksa, da se transfuzija izvaja le v primerih, ko je to nujno potrebno (npr. koncentracija rdečih krvničk pod 7–8 g/dL ali hematokrit pod 30 %).